# Loganton
Loganton es un borough ubicado en el condado de Clinton en el estado estadounidense de Pensilvania. En el año 2000 tenía una población de 135 habitantes y una densidad poblacional de 158 personas por km².

## Geografía
Loganton se encuentra ubicado en las coordenadas 41°02′15″N 77°18′30″O / 41.03750, -77.30833.

## Demografía
Según la Oficina del Censo en 2000 los ingresos medios por hogar en la localidad eran de $38,250 y los ingresos medios por familia eran $43,750. Los hombres tenían unos ingresos medios de $28,295 frente a los $19,688 para las mujeres. La renta per cápita para la localidad era de $16,773. Alrededor del 4.4% de la población estaba por debajo del umbral de pobreza.